# Gran Premi de Laudio
El Gran Premi de Laudio (en euskera Laudioko Sari Nagusia, en castellà Gran Premio de Llodio) és una competició ciclista d'un sol dia que es disputava pels voltants de Laudio (Àlaba). La cursa es creà el 1949 i des del 2005 s'integrà a l'UCI Europa Tour. La darrera edició disputada fou el 2011, moment en què tenia la categoria 1.1. El 2012 ja no es disputà per greus problemes econòmics.
Entre els seus vencedors destaquen Domingo Perurena, Luis Ocaña o Pello Ruiz Cabestany, entre d'altres.

## Palmarès
| Any  | Vencedor                                                        | Segon                                                           | Tercer                                                          |
| ---- | --------------------------------------------------------------- | --------------------------------------------------------------- | --------------------------------------------------------------- |
| 1949 | Félix Vidaurreta                                                | Óscar Elguezabal                                                | Pastor Rodríguez                                                |
| 1950 | Jesús Morales                                                   | José Orbegozo                                                   | Francisco Bilbao                                                |
| 1951 | Carmelo Morales                                                 | Francisco Bilbao                                                | Jesús Morales                                                   |
| 1952 | Jesús Galdeano                                                  | Vicente Sarduy                                                  | Carmelo Morales                                                 |
| 1953 | Antón Barrutia                                                  | Miguel Garay                                                    | Erasmo Guerricaechevarría                                       |
| 1954 | Antón Barrutia                                                  | Carmelo Morales                                                 |                                                                 |
| 1955 | Martín Erausquin                                                | Roberto Morales                                                 | Fausto Iza                                                      |
| 1956 | Roberto Morales                                                 | Fausto Iza                                                      | Tomás Oñaederra                                                 |
| 1957 | Carlos Pérez                                                    | Francisco Moreno                                                | José Ramón Azcárate                                             |
| 1958 | Antonio Ferraz                                                  | Fausto Iza                                                      | Antoni Karmany                                                  |
| 1959 | Antonio Ferraz                                                  | José Luis Talamillo                                             | Juan Manuel Menéndez                                            |
| 1960 | Julio Jiménez                                                   | José María López Cano                                           | José Segu                                                       |
| 1961 | José Bernárdez                                                  | José Miguel Bilbao                                              | Carlos Pérez                                                    |
| 1962 | Juan María Balier                                               | Fernando Amarica                                                | José Sousa                                                      |
| 1963 | Valentin Uriona                                                 | José Antonio Momeñe                                             | Félix Jauregui                                                  |
| 1964 | Juan José Sagarduy                                              | José Antonio Momeñe                                             | Sebastián Elorza                                                |
| 1965 | Andrés Incera                                                   | Juan José Sagarduy                                              | José Luis Bilbao                                                |
| 1966 | José López Rodríguez                                            | Antonio Blanco                                                  | Joaquín Galera                                                  |
| 1967 | José Antonio Momeñe                                             | Antonio Gómez del Moral                                         | Jorge Marine                                                    |
| 1968 | Luis Ocaña                                                      | José Antonio Momeñe                                             | José Ramón Goyeneche                                            |
| 1969 | Domingo Perurena                                                | Daniel Varela                                                   | José Gómez Lucas                                                |
| 1970 | Domingo Perurena                                                | Antonio Gómez del Moral                                         | Carlos Echeverría                                               |
| 1971 | Celestino Padilla                                               | Paulino Martínez                                                | José Luis Alvarado                                              |
| 1972 | Domingo Perurena                                                | Agustín Tamames                                                 | José López Rodríguez                                            |
| 1973 | Francisco Javier Elorriaga                                      | Miguel Mari Lasa                                                | Luis Abilleira                                                  |
| 1974 | Antonio Menéndez                                                | José Luis Uribezubia                                            | Germán Martín                                                   |
| 1975 | José Luis Uribezubia                                            | Antonio Menéndez                                                | Ventura Díaz                                                    |
| 1976 | Luis Alberto Ordiales                                           | Sebastián Pozo                                                  | Anastasio Greciano                                              |
| 1977 | Bernardo Alfonsel                                               | Francisco Galdós                                                | José Manuel García                                              |
| 1978 | Ismael Lejarreta                                                | Felipe Yáñez de la Torre                                        | Fernando Benejan                                                |
| 1979 | Francisco Ramón Albelda                                         | Marino Lejarreta                                                | Ramón Ladrón de Guevara                                         |
| 1980 | Felipe Yáñez de la Torre                                        | José Luis Blanco                                                | Antoni Coll                                                     |
| 1981 | Jorge Ruiz Cabestany                                            | Manuel Esparza                                                  | Federico Etxabe                                                 |
| 1982 | Antoni Coll                                                     | Marino Lejarreta                                                | Josep Recio Ariza                                               |
| 1983 | Suspesa per les inundacions del riu Nervión i els seus afluents | Suspesa per les inundacions del riu Nervión i els seus afluents | Suspesa per les inundacions del riu Nervión i els seus afluents |
| 1984 | Alfonso Gutiérrez                                               | Eulalio García                                                  | Iñaki Gastón                                                    |
| 1985 | Julián Gorospe                                                  | Antoni Coll                                                     | Josep Lluís Laguía                                              |
| 1986 | Ángel Camarillo                                                 | Laudelino Cubino                                                | Carlos Hernández                                                |
| 1987 | Pello Ruiz Cabestany                                            | José Enrique Carrera                                            | Rolando Ovando                                                  |
| 1988 | Carlos Hernández                                                | Javier Murguialday                                              | Javier Garciandia                                               |
| 1989 | Manuel Jorge Domínguez                                          | Alfonso Gutiérrez                                               | José Juan Cañellas                                              |
| 1990 | Aitor Garmendia                                                 | Ramón González Arrieta                                          | Neil Stephens                                                   |
| 1991 | Juan Carlos Martín Martínez                                     | Pedro Díaz Zabala                                               | Carmelo Miranda                                                 |
| 1992 | Àngel Edo                                                       | José Ramón Uriarte                                              | Carlos Galarreta                                                |
| 1993 | Miguel Ángel Martínez                                           | Àngel Edo                                                       | Oleh Petròvitx Txujda                                           |
| 1994 | Assiat Saítov                                                   | Javier Palacín                                                  | Alfonso Gutiérrez                                               |
| 1995 | Marino Alonso                                                   | Adriano Baffi                                                   | Javier Pascual Rodríguez                                        |
| 1996 | David Etxebarria                                                | Alessandro Calzolari                                            | Paolo Lanfranchi                                                |
| 1997 | José Luis Rodríguez                                             | Abraham Olano                                                   | Jon Odriozola                                                   |
| 1998 | Serguei Smetanine                                               | Ivan Cerioli                                                    | Mario Traversoni                                                |
| 1999 | Marco Velo                                                      | Roberto Heras                                                   | Roberto Sgambelluri                                             |
| 2000 | Miguel Ángel Martín Perdiguero                                  | Aitor González                                                  | Javier Otxoa                                                    |
| 2001 | Juan José de los Ángeles                                        | David Fernández                                                 | Diego Ferrar                                                    |
| 2002 | José Iván Gutiérrez                                             | Fernando Torres                                                 | Gilberto Simoni                                                 |
| 2003 | Juan Manuel Fuentes                                             | Carlos García Quesada                                           | Koldo Gil                                                       |
| 2004 | Unai Etxebarria                                                 | Miguel Ángel Martín Perdiguero                                  | Matteo Carrara                                                  |
| 2005 | David Herrero                                                   | Jorge Ferrío                                                    | Javier Pascual Rodríguez                                        |
| 2006 | Jaume Rovira                                                    | Adolfo García Quesada                                           | Koldo Gil                                                       |
| 2007 | David de la Fuente                                              | Jesús del Nero                                                  | José Miguel Elías                                               |
| 2008 | Héctor Guerra                                                   | José Joaquín Rojas                                              | Aitor Galdós                                                    |
| 2009 | Samuel Sánchez                                                  | David de la Fuente                                              | Ezequiel Mosquera                                               |
| 2010 | Ángel Vicioso                                                   | Marcos García                                                   | Jérôme Coppel                                                   |
| 2011 | Santi Pérez                                                     | Daniele Ratto                                                   | Marcos García                                                   |